# Лендорф, Генрих фон
Граф Генрих Агасфер Эмиль Август фон Лендорф (нем. Heinrich Ahasverus Emil August von Lehndorff, 1829—1905) — прусский генерал от кавалерии, обер-бургграф Пруссии.

## Биография
Родился 1 апреля 1829 года в Кёнигсберге, сын генерал-лейтенанта графа Карла фон Лендорфа.
В прусскую военную службу вступил в 1848 году. В 1859 году произведён в ротмистры.
В 1866 году принимал участие в австро-прусской войне, за отличие назначен флигель-адъютантом.
В 1870—1871 годах сражался против французов, в 1871 году произведён в полковники.
22 марта 1876 года произведён в генерал-майоры с зачислением в свиту германского императора и назначением командиром прусской лейб-жандармерии.
В 1881 году произведён в генерал-лейтенанты и назначен генерал-адъютантом императора Вильгельма I. В 1888 году получил чин генерала от инфантерии.
В 1894 году получил почётное звание обергофмейстера Пруссии и вошёл в число членов прусской Высшей палаты.
В 1891 году российский император Александр III наградил Лендорфа орденом св. Александра Невского.
Скончался 24 апреля 1905 года в замке Прейль в Восточной Пруссии.